# Sudamericano de Rugby A 2004
El Sudamericano de Rugby A del 2004 fue celebrado en Santiago de Chile participando las tres selecciones más fuertes del subcontinente (Cóndores, Pumas y Teros) y Venezuela, equipo vencedor del Sudamericano "B" 2003 y debutante en el torneo de primera división.

## Equipos participantes
- Selección de rugby de Argentina (Los Pumas)
- Selección de rugby de Chile (Los Cóndores)
- Selección de rugby de Uruguay (Los Teros)
- Selección de rugby de Venezuela (Las Orquídeas)

## Posiciones
| Pos. | Equipo    | Encuentros | Encuentros | Encuentros | Encuentros | Tantos  | Tantos    | Tantos     | Puntos |
| Pos. | Equipo    | jugados    | ganados    | empatados  | perdidos   | a favor | en contra | diferencia | Puntos |
| ---- | --------- | ---------- | ---------- | ---------- | ---------- | ------- | --------- | ---------- | ------ |
| 1    | Argentina | 3          | 3          | 0          | 0          | 261     | 20        | + 241      | 9      |
| 2    | Uruguay   | 3          | 2          | 0          | 1          | 122     | 90        | + 32       | 7      |
| 3    | Chile     | 3          | 1          | 0          | 2          | 111     | 68        | + 43       | 5      |
| 4    | Venezuela | 3          | 0          | 0          | 3          | 18      | 334       | - 316      | 3      |

Nota: Se otorgan 3 puntos al equipo que gane un partido, 2 al que empate y 1 al que pierda

## Resultados

### Primera Fecha[1]
| 25 de abril | Chile | 3 - 45  | Argentina | cancha del Prince of Wales Country Club, Santiago, Chile |  |
|             |       | Reporte |           |                                                          |  |

| 25 de abril | Uruguay | 92 - 8  | Venezuela | cancha del Prince of Wales Country Club, Santiago, Chile |  |
|             |         | Reporte |           |                                                          |  |

### Segunda Fecha
| 28 de abril | Argentina | 69 - 10 | Uruguay | cancha del Prince of Wales Country Club, Santiago, Chile |                                     |
|             |           | Reporte |         | Árbitro(s): Daniel Jabase Argentina                      | Árbitro(s): Daniel Jabase Argentina |

| 28 de abril | Chile | 95 - 3  | Venezuela | cancha del Prince of Wales Country Club, Santiago, Chile |  |
|             |       | Reporte |           |                                                          |  |

### Tercera Fecha[2]
| 1º de mayo | Argentina | 147 - 7 | Venezuela | cancha del Prince of Wales Country Club, Santiago, Chile |  |
|            |           | Reporte |           |                                                          |  |

Partido válido por la Copa Intercontinental 2004
| 1º de mayo | Chile | 13 - 20 | Uruguay | cancha del Prince of Wales Country Club, Santiago, Chile |                                                          |
|            |       | Reporte |         | Asistencia: 2 700 espectadores Árbitro(s): C. Cattivelli | Asistencia: 2 700 espectadores Árbitro(s): C. Cattivelli |

| Bandera de Argentina   |
| Campeón Argentina      |
| Vigésimo quinto título |